# David Peace
David Peace (Ossett, 1967) è uno scrittore britannico.

## Biografia
David Peace nasce nel 1967 a Ossett dove cresce, nel West Yorkshire. Nel 1991 lascia il Manchester Polytechnic per andare a insegnare inglese a Istanbul, dove rimane per due anni, prima di tornare in patria. Dal 1994 si trasferisce a Tokyo, con l'intenzione di trascorrervi un periodo altrettanto breve, invece si ferma a vivervi stabilmente.
Nel giro di quattro anni, dal 1999 al 2002, pubblica il cosiddetto Red Riding Quartet, una quadrilogia di romanzi noir ambientati nello Yorkshire di fine anni settanta e primi ottanta, segnati degli efferati delitti dello Squartatore dello Yorkshire. Per questi romanzi, che mescolano cronaca nera e finzione, con uno stile molto impegnativo per il lettore, Peace viene paragonato al James Ellroy di American Tabloid e Sei pezzi da mille.
Nel 2009 il primo, il secondo e il quarto romanzo sono stati adattati in tre film per la televisione, conosciuti collettivamente come Red Riding e trasmessi da Channel 4.
Nel 2003 l'autorevole rivista letteraria Granta inserisce Peace nella sua lista dei venti migliori giovani (under 40) romanzieri britannici (Best Young British Novelists), pubblicata a cadenza decennale.
La sua opera successiva, GB84 (2005), è incentrata su un episodio cruciale della storia britannica, lo sciopero dei minatori del 1984-1985, terminato con la vittoria di Margaret Thatcher e del Partito Conservatore e la completa sconfitta dei sindacati. Il romanzo vince il prestigioso premio letterario nazionale James Tait Black Memorial Prize.
In Il maledetto United (2006) Peace racconta, a modo suo, il breve periodo (soli 44 giorni) durante il quale Brian Clough allenò il Leeds United. Nel 2009 il romanzo è stato adattato per il cinema dallo sceneggiatore Peter Morgan, nel film omonimo, diretto da Tom Hooper, con Michael Sheen nel ruolo del protagonista e Timothy Spall come coprotagonista.
Con Tokyo anno zero (2007) dà inizio ad una trilogia ambientata nel Giappone devastato dopo la Seconda guerra mondiale, durante l'occupazione americana, ispirata ad autentici episodi di cronaca nera.

## Opere

### Romanzi
serie Red Riding Quartet
- 1974 (Nineteen Seventy-Four) (1999), Meridiano zero, 2001 ISBN 8882370372
- 1977 (Nineteen Seventy-Seven) (2000), Meridiano zero, 2003 ISBN 8882370429
- Millenovecento80 (Nineteen Eighty) (2001), Marco Tropea, 2004 ISBN 8843804871
- Millenovecento83 (Nineteen Eighty-Three) (2002), Marco Tropea, 2005 ISBN 884380488X

poi riuniti in Red riding quartet, Il saggiatore, 2017, ISBN 9788842823100
serie Tokyo Trilogy
- Tokyo anno zero (Tokyo Year Zero) (2007), Il saggiatore, 2008 ISBN 9788842814795
- Tokyo città occupata (Occupied City) (2009), Il saggiatore, 2010 ISBN 9788842816416
- Tokyo riconquistata (Tokyo Redux) (2020), Il saggiatore, 2021 ISBN 9788842828983

Altri romanzi
- GB84 (GB84) (2005), Marco Tropea, 2006 ISBN 8843804782
- Il maledetto United (2006), (The Damned Utd), 2006, Il saggiatore, 2009 ISBN 9788842814764
- Red or Dead (2013), Il saggiatore, 2014 ISBN 9788842819752
- Fantasma (2016), Il saggiatore, 2016, ISBN 9788842821953
- Patient X: the Case-Book of Ryūnosuke Akutagawa (2018)

### Racconti
- L'anno del maiale (The Year of the Pig) (2001) - Contenuto in Terremoti (2013) - Il saggiatore, 2013 ISBN 9788842819042
- M (2003) - Contenuto in Terremoti (2013) - Il saggiatore, 2013 ISBN 9788842819042
- Dopo il disastro, prima del disastro (After the disaster, Before the disaster) (2011) - Contenuto in Terremoti (2013) - Il saggiatore, 2013 ISBN 9788842819042

## Trasposizioni televisive e cinematografiche
- Il maledetto United (The Damned United), regia di Tom Hooper (2009)
- Red Riding 1974, regia di Julian Jarrold (2009)
- Red Riding 1980, regia di James Marsh (2009)
- Red Riding 1983, regia di Anand Tucker (2009)